# Tbx21

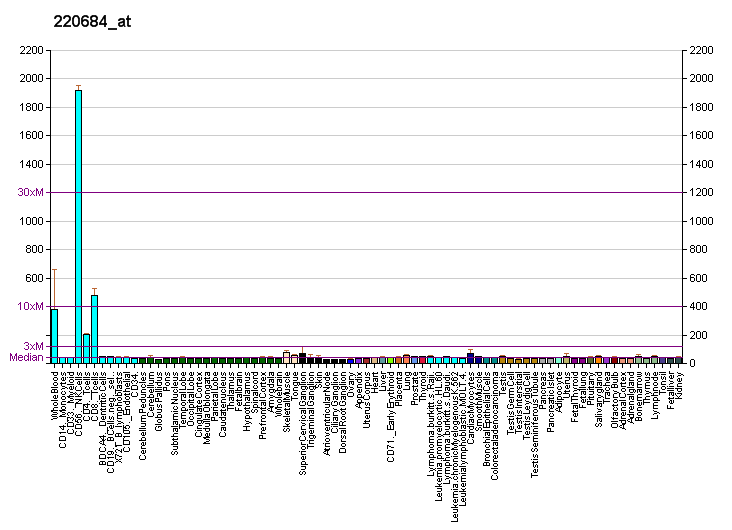
schéma exprese genu Tbx21

Transkripční faktor T-box TBX21, nazývaný také T-bet (T-box exprimovaný v T lymfocytech), je protein, který je u člověka kódován genem TBX21. Ačkoli byl dlouho považován pouze za hlavní regulátor imunitní odpovědi typu 1, nedávno se ukázalo, že se T-bet podílí na vývoji různých podskupin imunitních buněk a udržování homeostázy sliznic.

## Mechanismus účinku
Tbx21 je součástí fylogeneticky konzervované skupiny genu sdílející DNA vazebnou doménu zvanou TT-box, tyto geny často fungují jako transkripční faktory a účastní se regulace transkripce a vývojových procesů. Tbx21 se nachází v myši, jeho ortolog existuje ovšem i v člověku. Studie provedené na myších modelech ukázaly, že Tbx21 je specifický pro Th1 buňky a řídí expresi interferonu gamma (IFNg), nejtypičtějšího cytokinu tohoto typu buněčné odpovědi. U lidského ortologu ukázaly pokusy stejné výsledky, exprese Tbx21 korelovala s expresí IFNg u NK buněk a pomocných T lymfocytů s Th1 fenotypem.
Mechanismus funkce T-bet je znán nejlépe z pokusů s pomocnými T-lymfocyty (Th lymfocyty). V nezkušených Th buňkách nedochází ke konstitutivní expresi T-bet, ta musí být indukována. Aktuálně jsou známy dvě dráhy její indukce: IFNg-STAT1 a IL-12-STAT4 dráha. Aby bylo dosaženo stabilního Th1 fenotypu, tedy maturovaného Th lymfocytu, musí být postupně zapnuty obě dráhy. Stabilita Th1 fenotypu se neodvíjí jen od exprese T-bet, ale také od represe centrálních transkripčních regulátorů jiných typů imunitní odpovědi (Th2, Th17). Klasický scénář maturace Th lymfocytů na Th1 lymfocyty začíná signalizací jak přes T buněčný receptor (TCR), tak přes receptor pro IFNg. Tyto signalizace aktivují Th lymfocyt a iniciují expresi T-bet. Po ukončení signalizace přes TCR je umožněna signalizace přes receptor pro IL-12, která byla TCR signalizací blokována pomocí represe exprese jedné z podjednotek receptoru pro IL-12 (podjednotka IL12Rb2). IL-2 signalizace dále posiluje expresi IL-12R. Tato dvojstupňová exprese T-bet může být vnímána jako pojistka před nežádoucím nasměrováním Th lymfocytů směrem k Th1 fenotypu.
Transkripční faktor T-bet kontroluje mnoho genů, mezi ně patří mimo jiné zejména prozánětlivé cytokiny jako lymfotoxin-a, tumour necrosis factor (TNF) a ifng, centrální cytokin Th1 imunity. Kromě cytokinů reguluje T-bet také expresi některých chemokinů: xcl1, ccl3, ccl4 a jejich receptorů cxcr3, ccr5. Exprese genů kontrolovaných T-bet je zprostředkována 2 odlišnými mechanismy: Epigenetikaepigeneticky pomocí remodelace chromatinu zprostředkované rekrutovanými enzymy, a přímá vazba T-bet do enhancer sekvencí jednotlivých genů, která podporuje přímo transkripci nebo nepřímo indukcí vhodnější 3D struktury daného genu. Ovládání některých genů provádí T-bet za pomoci dalších transkripčních faktorů jako HLX, RUNX1, RUNX3, které také směřují buňky k Th1 fenotypu.
Kromě podpory imunitní odpovědi typu 1 (Th1) T-bet také potlačuje ostatní typy imunitní odpovědi. Fenotyp imunitní odpovědi typu 2 (Th2) je potlačován sekvestrací jeho hlavního regulátoru GATA3 mimo jeho cílové geny. Exprese Gata3 je dále tlumena podporou umlčovacích epigenetických změn v jeho oblasti. Dále jsou specifické Th2 cytokiny umlčovány vazbou T-bet a RUNX3 na oblast umlčující il4. Fenotyp imunitní odpovědi 17. typu (Th17) je potlačen náborem RUNX1, což mu znemožňuje zprostředkovávat geny specifické pro Th17, jako je rorc, hlavní regulátor Th17. Rorc je také umlčován epigenetickými změnami podporovanými T-bet a STAT4.
T-bet plní také funkci v cytotoxických T lymfocytech a B lymfocytech. V cytotoxických T lymfocytech podporuje expresi IFNg, granzymu B a ve spolupráci s dalším transkripčním faktorem EOMES jejich zrání. Zdá se, že úlohou T-bet v B lymfocytech je nasměrovat buňku k expresnímu profilu imunitní odpovědi typu 1, který zahrnuje sekreci protilátek IGg1 a IGg3, která je obvykle zvýšený během virových infekcí. Tyto populace B buněk se od standardních liší tím, že nemají receptory CD21 a CD27, a také vzhledem k tomu, že tyto buňky prošly přepnutím třídy protilátek (tzv. class switch), jsou považovány za paměťové B lymfocyty. Bylo prokázáno, že tyto buňky sekretují IFNg a in vitro polarizují nezkušené pomocné T lymfocyty směrem k fenotypu Th1. Populace T-bet pozitivních B buněk byly identifikovány také u různých autoimunitních onemocnění, jako je systémový lupus erythematodes, Crohnova choroba, roztroušená skleróza a revmatoidní artritida.

## Role ve slizniční homeostáze
Bylo zjištěno, že T-bet přispívá k udržování slizniční homeostázy and slizniční imunitní odpovědi. U myší, kterým chybí adaptivní imunitní buňky a T-bet (RAG -/-, T-bet -/-) se rozvinula choroba podobná lidské ulcerativní kolitidě (proto název TRUC), která byla později přičítána přemnožení gramnegativní bakterie Helicobacter typhlonius. Tato dysbióza se zdá být následkem několika faktorů, v první řadě jde o nepřítomnost populace tzv. innate lymphoid cells 1 (ILC1) a podskupiny ILC3s, protože exprese T-bet je nezbytná pro jejich vyzrávání. Za druhé, vyřazení T-bet způsobuje zvýšenou hladinu TNF, jelikož jeho exprese není potlačovaná v dendritických buňkách a imunitní systém preferuje jiné imunitní odpovědi než Th1.

## Význam T-bet v nemocech

### Ateroskleróza
Ateroskleróza je autoimunitní onemocnění způsobené zánětem a s ním spojenou infiltrací imunitních buněk do tukových ložisek v tepnách nazývaných aterosklerotické pláty. Buňky Th1 jsou zodpovědné za produkci zánětlivých cytokinů, které přispívají k progresi onemocnění tím, že podporují expresi adhezivních (např. ICAM1) a navádějících molekul (zejména CCR5) potřebných pro buněčnou migraci. Zajímavé je, že při experimentální vakcinaci pacientů peptidy odvozenými od apolipoproteinu B, který je součástí lipoproteinu o nízké hustotě a který se ukládá na stěnách arterií, prokázala zvýšení počtu T regulačních buněk (TREG) a cytotoxických T lymfocytů. Očkování prokázalo menší diferenciaci Th1, ačkoliv mechanismus těchto jevů ještě nebyl vysvětlen. V současné době se předpokládá, že pokles diferenciace Th1 je způsobena destrukcí dendritických buněk, které prezentují autoantigeny, cytotoxickými T lymfocyty a zvýšenou diferenciací TREGů potlačujících imunitní odpověď. Zdá se, že by T-bet mohl sloužit jako potenciální cíl pro léčbu aterosklerózy.

### Astma
Transkripční faktor kódovaný TBX21 je T-bet, který reguluje vývoj nezkušených T lymfocytů. Astma je chronické zánětlivé onemocnění a je známo, že u transgenních myší narozených bez TBX21 se spontánně vyvine abnormální funkce plic podobná astmatu. Předpokládá se proto, že TBX21 může hrát roli při vzniku astmatu u lidí.

### Experimentální autoimunitní encefalomyelitida
Původně se předpokládalo, že experimentální autoimunitní encefalomyelitida (EAE) je způsobena autoreaktivními Th1 buňkami. T-bet-deficientní myši byly vůči EAE rezistentní. Pozdější výzkum však zjistil, že příčinou imunopatologie nejsou pouze Th1, ale také Th17 a ThGM-CSF buňky. Zajímavé je, že IFNg, hlavní produkt T-bet, vykazuje u EAE obousměrný účinek. Injekce IFNg v akutním stadiu zhoršuje průběh onemocnění, pravděpodobně posílením Th1 odpovědi, avšak injekce IFNg v chronickém stadiu prokázala potlačující účinek na příznaky EAE. V současné době se předpokládá, že IFNg zastavuje pomocné T-buňky, které se například zavazují k fenotypu Th17, stimuluje transkripci indoleamin 2,3-dioxygenázy (kynureninové nebo kynové dráhy) v některých dendritických buňkách, stimuluje cytotoxické T-lymfocyty, snižuje obchodování s T-buňkami a omezuje jejich přežívání. T-bet a jím řízené geny zůstávají možným cílem v léčbě neurologických autoimunitních onemocnění.